# 7-Hydroxynaphthalin-1-sulfonsäure
7-Hydroxynaphthalin-1-sulfonsäure (Trivialname Croceinsäure) ist eine Monosulfosäure (2:8) des β-Naphthols.

## Geschichte
Im Jahr 1881 erhielt die „Friedr. Bayer & Co. Elberfeld“, das Vorgängerunternehmen der Bayer AG, für die von Eugen Frank erstmals hergestellte Säure ihr erstes deutsches Patent. Sie gehört zu den Buchstabensäuren.

## Gewinnung und Darstellung
7-Hydroxynaphthalin-1-sulfonsäure kann durch Sulfonierung von 2-Naphthol mit Chlorsulfonsäure oder Schwefelsäure gewonnen werden. Dabei entsteht die instabile 2-Hydroxynaphthalin-1-sulfonsäure, welche sich bei niedrigeren Temperaturen zur 7-Hydroxynaphthalin-1-sulfonsäure umlagert. Bei Temperaturen von 100 °C lagert sich diese wiederum zu 6-Hydroxynaphthalin-2-sulfonsäure um.